# Política do Azerbaijão

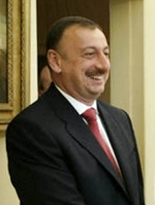
Ilham Aliyev, presidente do Azerbaijão (2007)

O Azerbaijão é uma república presidencialista. A chefia de Estado e a chefia de Governo são separadas do legislativo. O presidente da república é eleito pelo povo para um mandato de 5 anos. Há sufrágio universal para maiores de 18 anos.

## Poderes
Os três poderes do governo azerbaijani são:
- Poder Executivo: composto pelo Presidente da República, seu Gabinete, um primeiro-ministro e o gabinete de ministros. O presidente atual é Ilham Aliyev.
- Poder Legislativo: composto de um Parlamento (Milli Majlis) com 125 membros, eleitos para um mandato de 5 anos por distritos eleitorais.
- Poder Judiciário: encabeçado por uma Corte Constitucional, a qual é apenas nominalmente independente.

O Azerbaijão tornou-se independente da União Soviética em 30 de Agosto de 1991, e seu primeiro presidente foi Ayaz Mutalibov. A atual Constituição do Azerbaijão data de 12 de Novembro de 1995 e foi modificada em 24 de agosto 2002.

## Subdivisões do Azerbaijão
- Capital: Baku
- 59 distritos (rayonlar; rayon, no singular),
- 11 cidades (şəhərlər; şəhər, no singular),
- 1 república autônoma (muxtar respublika), o Naquichevão, que contém:
  - 6 distritos e
  - 1 capital

## Ver Também
- Relações internacionais do Azerbaijão
- Missões diplomáticas do Azerbaijão
- Assembleia Nacional do Azerbaijão